# Тележкин, Василий Евгеньевич
Васи́лий Евге́ньевич Теле́жкин ( род. 19 апреля 1994, Москва) — российский кёрлингист и тренер по кёрлингу.
Выпускник Московской государственной академии физической культуры, кафедра спортивной медицины, специализация «физическая реабилитация».
Один из создателей проекта развития и объединения любительского кёрлинга в России «Российская кёрлинг-лига» (Russian Curling League).
Создатель и главный редактор Telegram-канала «Curlingnews»

## Достижения
- Кубок России по кёрлингу среди мужчин: золото (2017).
- Чемпионат России по кёрлингу среди смешанных команд: бронза (2014).
- Кубок России по кёрлингу среди смешанных команд: серебро (2021).
- Первенство России по кёрлингу среди юношей и девушек до 22 лет: серебро (2015).

## Команды
| Сезон                                               | Четвёртый        | Третий              | Второй           | Первый             | Запасной                                       | Турниры                                   |
| --------------------------------------------------- | ---------------- | ------------------- | ---------------- | ------------------ | ---------------------------------------------- | ----------------------------------------- |
| 2011—12                                             | Василий Тележкин | Павел Мишин         | Дмитрий Антипов  | Александр Чистов   | Артур Михайловский                             | КРМ 2011 (7 место)                        |
| 2013—14                                             | Василий Тележкин | Александр Ерёмин    | Дмитрий Антипов  | Алексей Тузов      | Александр Чистов                               | КРМ 2013 (7 место)                        |
| 2014—15                                             | Василий Тележкин | ?                   | ?                | ?                  |                                                | КРМ 2014 (7 место)                        |
| 2014—15                                             | Василий Тележкин | ?                   | ?                | ?                  |                                                | ПРЮ-22 2015                               |
| 2015—16                                             | Василий Тележкин | Павел Мишин         | Дмитрий Антипов  | Николай Глазунов   | Александр Чистов                               | ЧРМ 2016 (14 место)                       |
| 2016—17                                             | Вадим Раев       | Василий Тележкин    | Артём Пузанов    | Лев Пузаков        | Николай Левашев                                | ЧРМ 2017 (7 место)                        |
| 2017—18                                             | Вадим Раев       | Николай Левашев     | Василий Тележкин | Артём Пузанов      | Андрей Суворов (ЧРМ)                           | КРМ 2017 · ЧРМ 2018 (7-е место)           |
| 2023—24                                             | Роман Смирнов    | Василий Тележкин    | Иван Глазунов    | Вячеслав Телегин   | тренер: Василий Тележкин                       | ЧРМ 2024 (16 место)                       |
| 2024—25                                             | Василий Тележкин | Дмитрий Гогин       | Иван Глазунов    | Павел Гузанов      | тренер: Василий Тележкин                       | КРМ 2024 (11 место)                       |
| 2024—25                                             | Василий Тележкин | Иван Глазунов       | Дмитрий Гогин    | Вячеслав Телегин   | Александр Нигматуллин тренер: Василий Тележкин | ЧРМ 2025 (18 место)                       |
| Кёрлинг среди смешанных команд (mixed curling)      |                  |                     |                  |                    |                                                |                                           |
| 2011—12                                             | Василий Тележкин | Дарья Морозова      | Павел Мишин      | Ольга Котельникова | Александр Ерёмин                               | ЧРСК 2012 (11 место)                      |
| 2012—13                                             | Василий Тележкин | ?                   | ?                | ?                  |                                                | КРСК 2012 (9 место)                       |
| 2012—13                                             | Василий Тележкин | Дарья Морозова      | Алексей Куликов  | Анна Грецкая       |                                                | ЧРСК 2013 (4 место)                       |
| 2013—14                                             | Василий Тележкин | Дарья Морозова      | Алексей Куликов  | Марина Вдовина     | Алексей Тузов                                  | ЧРСК 2014                                 |
| 2014—15                                             | Василий Тележкин | Дарья Морозова      | Алексей Куликов  | Марина Вдовина     |                                                | КРСК 2014 (7 место)                       |
| 2014—15                                             | Василий Тележкин | Анастасия Москалёва | ?                | ?                  |                                                | ЧРСК 2015 (5 место)                       |
| 2015—16                                             | Василий Тележкин | ?                   | ?                | ?                  |                                                | КРСК 2015 (??? место)                     |
| 2015—16                                             | Василий Тележкин | ?                   | ?                | ?                  |                                                | ЧРСК 2016 (9 место)                       |
| 2019—20                                             | Василий Тележкин | Дарья Семёнова      | Павел Мишин      | Елизавета Белова   |                                                | КРСК 2019 (8 место)                       |
| 2019—20                                             | Василий Тележкин | Дарья Семёнова      | Михаил Лебедев   | Елизавета Белова   | тренеры: Василий Тележкин, Э.А. Оганесова      | ЧРСК 2020 (12 место)                      |
| 2020—21                                             | Василий Тележкин | Дарья Семёнова      | Александр Уткин  | Мария Беляева      | тренер: Василий Тележкин                       | ЧРСК 2021 (4 место)                       |
| 2021—22                                             | Василий Тележкин | Дарья Семёнова      | Александр Уткин  | Мария Беляева      | тренер: Василий Тележкин                       | КРСК 2021                                 |
| 2022—23                                             | Василий Тележкин | Дарья Семёнова      | Александр Уткин  | Ульяна Алёшина     |                                                | КРСК 2022 (9 место)                       |
| 2022—23                                             | Василий Тележкин | Ульяна Алёшина      | Дмитрий Гогин    | Наталия Тимофеева  | тренер: Василий Тележкин                       | ЧРСК 2023 (13 место)                      |
| Кёрлинг среди смешанных пар (mixed doubles curling) |                  |                     |                  |                    |                                                |                                           |
| 2011—12                                             | Василий Тележкин | Ольга Котельникова  |                  |                    |                                                | ЧРСП 2012 (17 место)                      |
| 2012—13                                             | Василий Тележкин | Ольга Котельникова  |                  |                    |                                                | КРСП 2012 (9 место)                       |
| 2012—13                                             | Василий Тележкин | Марина Веренич      |                  |                    |                                                | ЧРСП 2013 (9 место)                       |
| 2013—14                                             | Василий Тележкин | Марина Вдовина      |                  |                    |                                                | КРСП 2013 (11 место)                      |
| 2014—15                                             | Василий Тележкин | Екатерина Куклева   |                  |                    |                                                | ЧРСП 2015 (13 место)                      |
| 2015—16                                             | Василий Тележкин | Дарья Стёксова      |                  |                    |                                                | КРСП 2015 (13 место)                      |
| 2015—16                                             | Василий Тележкин | Марина Веренич      |                  |                    |                                                | ЧРСП 2016 (17 место)                      |
| 2019—20                                             | Дарья Семёнова   | Василий Тележкин    |                  |                    |                                                | КРСП 2019 (11 место)                      |
| 2020—21                                             | Дарья Семёнова   | Василий Тележкин    |                  |                    |                                                | КРСП 2020 (18 место)                      |
| 2021—22                                             | Дарья Семёнова   | Василий Тележкин    |                  |                    |                                                | КРСП 2021 (17 место)                      |
| 2022—23                                             | Ульяна Алёшина   | Василий Тележкин    |                  |                    |                                                | КРСП 2022 (14 место) ЧРСП 2023 (22 место) |
| 2023—24                                             | Анастасия Жукина | Василий Тележкин    |                  |                    |                                                | ЧРСП 2024 (31 место)                      |

(скипы выделены полужирным шрифтом)

## Результаты как тренера национальных сборных
| Год  | Турнир                                              | Сборная               | Место |
| ---- | --------------------------------------------------- | --------------------- | ----- |
| 2018 | Чемпионат Европы по кёрлингу 2018                   | Беларусь (мужчины)    | 15    |
| 2018 | Чемпионат Европы по кёрлингу 2018                   | Беларусь (женщины)    | 22    |
| 2019 | Чемпионат мира по кёрлингу среди смешанных пар 2019 | Беларусь (смеш. пара) | 28    |